# 灰石鱸
灰石鱸（学名：Plectorhinchus schotaf），又名肖氏胡椒鯛、打鐵婆，为石鱸科胡椒鯛屬下的一个种。